# Liste des œuvres d'art de Lot-et-Garonne
 (février 2022).
Cet article vise à recenser les œuvres d'art dans l'espace public du Lot-et-Garonne, en France.

## Liste
Les œuvres sont classées par ordre alphabétique de communes et, au sein de celles-ci, par ordre chronologique d'installation, dans la mesure des informations disponibles.

### Sculptures
| Œuvre                                | Auteur                                    | Commune            | Localisation                                   | Notes | Installation | Coordonnées                      | Illustration                                                                        |
| ------------------------------------ | ----------------------------------------- | ------------------ | ---------------------------------------------- | --- | ------------ | -------------------------------- | ----------------------------------------------------------------------------------- |
| Monument à Jasmin,                   | Vital Gabriel Dubray                      | Agen               | Sur la place Jasmin                            | Représente Jasmin. | 1870         | 44° 12′ 15″ nord, 0° 36′ 44″ est | Monument à Jasmin                                                                   |
| Statue de la Justice                 | Jules Salmson                             | Agen               | Devant le palais de justice                    | | 1872         | à géolocaliser                   | Statue de la Justice« La Justice à Agen », sur À nos grands hommes                  |
| Statue de la Loi                     | Jean-Auguste Barre                        | Agen               | Devant le palais de justice                    | | 1872         | à géolocaliser                   | Statue de la Loi« La Loi à Agen », sur À nos grands hommes                          |
| Statue de la Marseillaise,           | Ernest Dagonet                            | Agen               | Dans le square de la Porte-du-Pin              | L'originale de 1903 est fondue sous le régime de Vichy, dans le cadre de la mobilisation des métaux non ferreux.                                                                        | 2018         | à géolocaliser                   | Image manquante                                                                     |
| L'Étoile du berger                   | Paul Roussel                              | Agen               | Sur l'esplanade du Gravier                     | | 1902         | à géolocaliser                   | L'Étoile du berger« L'Étoile du berger à Agen », sur À nos grands hommes            |
| Samson et Dalila                     | Henri-Édouard Lombard                     | Agen               | Sur l'esplanade du Gravier                     | Représente Samson et Dalila. | 1902         | à géolocaliser                   | Samson et Dalila« Samson et Dalila à Agen », sur À nos grands hommes                |
| La Musique                           | Daniel-Joseph Bacqué                      | Agen               | Sur la façade du théâtre Ducourneau            | | À déterminer | à géolocaliser                   | La Musique                                                                          |
| La Tragédie                          | Daniel-Joseph Bacqué                      | Agen               | Sur la façade du théâtre Ducourneau            | | À déterminer | à géolocaliser                   | La Tragédie                                                                         |
| Le Centaure                          | François-Xavier Lalanne et Claude Lalanne | Agen               | À déterminer                                   | | À déterminer | à géolocaliser                   | Le Centaure                                                                         |
| Wapiti                               | François-Xavier Lalanne                   | Agen               | Dans le jardin de Jayan                        | | À déterminer | 44° 12′ 00″ nord, 0° 37′ 17″ est | Image manquante                                                                     |
| La République                        | Guillaume Foüan                           | Aiguillon          | Dans le jardin des Droits-de-l'Homme           | | 1995         | 44° 18′ 04″ nord, 0° 20′ 27″ est | Image manquante                                                                     |
| Buste de Pierre Deluns-Montaud,      | Jean-Paul Gourdon                         | Allemans-du-Dropt  | Rue du Château (anciennement place du Foirail) | Représente Pierre Deluns-Montaud. L'original de 1909 réalisé par Jean-Antoine Injalbert est fondu en 1942, dans le cadre de la mobilisation des métaux non ferreux.                     | 1986         | 44° 37′ 40″ nord, 0° 17′ 18″ est | Image manquante                                                                     |
| Maladeta                             | Sébastien Vonier                          | Boé                | Complexe omnisports Jacques Clouché            | | 2009         | 44° 10′ 23″ nord, 0° 39′ 24″ est | Image manquante                                                                     |
| Messager                             | Gertrude Schoen                           | Laroque-Timbaut    | Sur la place de la Halle                       | | À déterminer | à géolocaliser                   | Messager                                                                            |
| L'Été de la vie                      | Jean Baptiste Champeil                    | Marmande           | Boulevard Gambetta                             | | À déterminer | 44° 30′ 05″ nord, 0° 10′ 08″ est | L'Été de la vie                                                                     |
| 3 fleurs (d)                         | À déterminer                              | Marmande           | À déterminer                                   | | 1973         | à géolocaliser                   | Image manquante                                                                     |
| Buste du président Armand Fallières, | Pierre Bouret                             | Mézin              | Sur la place de l'hôtel de ville               | Représente Armand Fallières. La statue originale réalisée en 1938 par Daniel-Joseph Bacqué est fondue sous le régime de Vichy, dans le cadre de la mobilisation des métaux non ferreux. | 1958         | à géolocaliser                   | Image manquante                                                                     |
| Monument à Henri IV                  | Nicolas Raggi                             | Nérac              | Sur la place du Général-Leclerc                | Inscrit MH (1990). | 1872         | 44° 08′ 08″ nord, 0° 20′ 12″ est | Statue d'Henri IV                                                                   |
| Statue de Fleurette                  | Pierre-Etienne Daniel Campagne            | Nérac              | Dans le parc de la Garenne                     | Représente Fleurette de Nérac. Également appelée Fleurette noyée ou L'épave. | 1896         | à géolocaliser                   | Statue de Fleurette« Fleurette noyée, ou L'Épave à Nérac », sur À nos grands hommes |
| Buste de la République,              | Augustin Fumadelles (piédestal)           | Nérac              | Sur la place Aristide-Briand                   | L'original en bronze réalisé par Jean-Antoine Injalbert est fondu en 1942, dans le cadre de la mobilisation des métaux non ferreux.                                                     | À déterminer | 44° 08′ 12″ nord, 0° 20′ 18″ est | Buste de la République                                                              |
| Statue de Jacques de Romas,          | Daniel-Joseph Bacqué                      | Nérac              | Cours Romas                                    | Représente Jacques de Romas. L'originale de 1911 est fondue sous le régime de Vichy, dans le cadre de la mobilisation des métaux non ferreux.                                           | 2010         | à géolocaliser                   | Image manquante                                                                     |
| Statue de Jeanne d'Arc               | À déterminer                              | Saint-Pastour      | Sur la porte de l'enceinte                     | Représente Jeanne d'Arc. | À déterminer | 44° 29′ 18″ nord, 0° 35′ 57″ est | Statue de Jeanne d'Arc                                                              |
| Buste de Pierre-Félix Lagrange       | À déterminer                              | Soumensac          | À déterminer                                   | Représente Pierre-Félix Lagrange. | À déterminer | 44° 41′ 24″ nord, 0° 19′ 35″ est | Buste de Pierre-Félix Lagrange                                                      |
| Lionne et ses petits                 | Victor Peter                              | Villeneuve-sur-Lot | Dans le jardin de l'hôpital Saint-Cyr          | | 1896         | à géolocaliser                   | Image manquante                                                                     |
| Statue                               | À déterminer                              | Villeneuve-sur-Lot | Dans le jardin de l'hôpital Saint-Cyr          | | À déterminer | à géolocaliser                   | Statue                                                                              |

### Fontaines
| Œuvre                      | Auteur                                | Commune            | Localisation                         | Notes                                                                           | Installation | Coordonnées                      | Illustration |
| -------------------------- | ------------------------------------- | ------------------ | ------------------------------------ | ------------------------------------------------------------------------------- | ------------ | -------------------------------- | --- |
| Fontaine des Trois Grâces, | Copie d'après Germain Pilon           | Agen               | Dans le square Jules-Ferry           |                                                                                 | À déterminer | 44° 12′ 18″ nord, 0° 37′ 36″ est | Fontaine des Trois Grâces à Agen                                                                                           |
| Fontaine des Trois Grâces  | Copie d'après Germain Pilon           | Aiguillon          | Dans le jardin des Droits-de-l'Homme |                                                                                 | À déterminer | 44° 18′ 03″ nord, 0° 20′ 27″ est | Image manquante |
| Font'Grand                 | À déterminer                          | Clairac            | Entre le 69 et 71 rue Gambetta       | Inscrit MH (1996)                                                               | XVIe siècle  | à géolocaliser                   | Font'Grand |
| Bassin-fontaine            | À déterminer                          | Estillac           | À déterminer                         |                                                                                 | À déterminer | à géolocaliser                   | Bassin-fontaine |
| Fontaine                   | À déterminer                          | Fumel              | Sur la place du Postel               |                                                                                 | À déterminer | 44° 29′ 54″ nord, 0° 58′ 09″ est | Image manquante |
| Bassin-fontaine            | À déterminer                          | Gaujac             | Devant la mairie                     |                                                                                 | À déterminer | à géolocaliser                   | Bassin-fontaine |
| Fontaine du Dauphin        | Pierre Souffron (architecte)          | Nérac              | Dans le parc de la Garenne           |                                                                                 | 1602         | à géolocaliser                   | Fontaine du Dauphin« Fontaine du dauphin. Delphino Francexco V à Nérac », sur À nos grands hommes                          |
| Fontaine Saint-Jean        | À déterminer                          | Nérac              | Dans le parc de la Garenne           |                                                                                 | À déterminer | à géolocaliser                   | Fontaine Saint-Jean |
| Fontaine des Poupettes     | À déterminer                          | Nérac              | Dans le parc de la Garenne           | Vestige. Érigée vers 1580 dans les jardins du Roy du pavillon des Bains du Roi. | À déterminer | à géolocaliser                   | Fontaine des Poupettes |
| Fontaine aux Marguerites   | À déterminer                          | Nérac              | Dans le parc de la Garenne           |                                                                                 | 1903         | à géolocaliser                   | Fontaine aux Marguerites                                                                                                   |
| Fontaine,                  | Copie d'après Charles-Auguste Lebourg | Villeneuve-sur-Lot | Sur la place Lafayette               |                                                                                 | 1872         | à géolocaliser                   | Fontaine« Fontaine à Villeneuve-sur-Lot », sur À nos grands hommes,« Vasque-fontaine à Villeneuve-sur-Lot », sur e-monumen |
| Fontaine                   | À déterminer                          | Villeneuve-sur-Lot | Sur la place des Cornières           |                                                                                 | À déterminer | à géolocaliser                   | Image manquante |

### Œuvres disparues ou retirées
| Œuvre                                              | Auteur                       | Commune             | Localisation                                                  | Notes | Installation | Coordonnées                      | Illustration |
| -------------------------------------------------- | ---------------------------- | ------------------- | ------------------------------------------------------------- | --- | ------------ | -------------------------------- | --- |
| Gloria Victis (monument aux morts de 1870-71),     | Copie d'après Antonin Mercié | Agen                | Dans le jardin du lycée Bernard-Palissy, au bord de la RD 656 | Volée en septembre 2008. Le piédestal reste vide. | 1883         | à géolocaliser                   | Image manquante |
| Statue de la République,                           | Augustin Fumadelles          | Agen                | Sur la place du 14 juillet                                    | Également appelée La Marseillaise. Fondue sous le régime de Vichy, dans le cadre de la mobilisation des métaux non ferreux.                                                                                                   | 1884         | à géolocaliser                   | Image manquante |
| Buste de Cortète de Prades,                        | Jean Barnabé Amy             | Agen                | Dans le jardin Jayan                                          | Représentait François de Cortète. Fondu sous le régime de Vichy, dans le cadre de la mobilisation des métaux non ferreux. | 1890         | à géolocaliser                   | Buste de Cortète de Prades« Monument à Cortete de Prades à Agen », sur À nos grands hommes,« Monument à Cortete de Prades à Agen », sur e-monumen                                                                    |
| Les Lauriers,                                      | Antonin Carlès               | Agen                | Sur la place de la préfecture                                 | Également appelé Le Lot-et-Garonne à ses enfants illustres. Fondue sous le régime de Vichy, dans le cadre de la mobilisation des métaux non ferreux.                                                                          | 1912         | à géolocaliser                   | Image manquante |
| Buste du lieutenant Louis Arthur Mathurin Palisse, | Antoine Bourlange            | Cancon              | Sur la place du Marché                                        | Fondu en 1942, dans le cadre de la mobilisation des métaux non ferreux. Une corbeille en pierre est installée[Quand ?] sur le piédestal. Il est retiré en 2003 et installé dans le square avenue du Quercy près de la mairie. | 1897         | 44° 32′ 10″ nord, 0° 37′ 35″ est | Image manquante |
| Buste du général Jean Brun,                        | Raoul Lamourdedieu           | Marmande            | Dans le square de la gare                                     | Représentait Jean Brun. Fondu sous le régime de Vichy, dans le cadre de la mobilisation des métaux non ferreux. | 1913         | à géolocaliser                   | Image manquante |
| Monument au général Louis Émile Tartas,            | Auguste Dumont               | Mézin               | Sur la place de l'église                                      | Représentait Louis Émile Tartas. Fondu sous le régime de Vichy, dans le cadre de la mobilisation des métaux non ferreux. Le piédestal est resté vide.                                                                         | 1872         | à géolocaliser                   | Image manquante |
| Statue du vicomte de Martignac,                    | Denis Foyatier               | Miramont-de-Guyenne | Sur la place Martignac                                        | Représentait Jean-Baptiste Sylvère Gaye de Martignac. Fondue sous le régime de Vichy, dans le cadre de la mobilisation des métaux non ferreux.                                                                                | 1845         | à géolocaliser                   | Image manquante |
| Buste du général Jacques Delmas de Grammont,       | Gabriel-Jules Thomas         | Miramont-de-Guyenne | Devant l'église Saint-Vincent-de-Paul-en-Guyenne              | Représentait Jacques Delmas de Grammont. Fondu sous le régime de Vichy, dans le cadre de la mobilisation des métaux non ferreux.                                                                                              | 1897         | à géolocaliser                   | Buste du général Jacques Delmas de Grammont« Monument au général Delmas de Grammont à Miramont-de-Guyenne », sur À nos grands hommes,« Monument au général Delmas de Grammont à Miramont-de-Guyenne », sur e-monumen |
| L'Ère nouvelle,                                    | Auguste Paris                | Villeneuve-sur-Lot  | avenue Lazare Carnot (anciennement avenue de la gare)         | Également appelée La République française présente au monde le nouveau siècle. Fondue sous le régime de Vichy, dans le cadre de la mobilisation des métaux non ferreux.                                                       | 1894         | à géolocaliser                   | Image manquante |